# Отговорите на папа Николай I
„Отговорите на папа Николай до българите“ (на латински: Responsa Nicolai ad consulta Bulgarorum) са изпратени до княз Борис I във връзка с въпросите му относно християнската вяра и качествата, които трябва да притежава един владетел. Освен това има и много чисто практически въпроси.
Папата отговаря на почти всички 115 въпроса на българския владетел. Основният от тях е този за статута на българската църква и по-точно как тя да стане автономна. Папа Николай I твърди, че българският църковен глава трябва да се нарече, ако не патриарх, то поне архиепископ.
За държавните символи на българите преди и след покръстването:
 „33- Вие заявявате че когато сте влизали в сражение, досега обикновено сте носили като военно знаме конска опашка, и искате да узнаете какво трябва да носите вместо нея. Какво друго освен знака на светия кръст.“
„Отговорите...“ са писани от Анастасий Библиотекар.